# N-etilbutanamina
La N-etilbutanamina es una amina secundaria con fórmula molecular C6H15N.
- Datos: Q6036770